# Brodilka
Brodilka is een uitgestorven geslacht van insecten uit de familie van de glansmuggen. De wetenschappelijke naam van het geslacht werd voor het eerst geldig gepubliceerd in 2001 door Lukashevich, Coram en Jarzembowski.

## Soorten
- † Brodilka mitchelli Lukashevich et al., 2001